# 好古壱番館
好古壱番館（こうこいちばんかん）は、栃木県栃木市万町にある建築物、および同建築物内で営業する蕎麦屋。蔵の街と呼ばれる栃木市に建築された、初期の本格的な西洋建築の1つである。大正時代の建築であり、好古壱番館（旧安達呉服店店舗）（こうこいちばんかん きゅうあだちごふくてんてんぽ）の名称で、日本国の登録有形文化財に登録されている。

## 建築
蔵の街大通り（旧・日光例幣使街道）沿い、JR・東武栃木駅北口から約1キロメートル（徒歩約15分）のところに位置する。この通り沿いには、江戸時代から明治時代にかけて建築された見世蔵が数多く残っているが、大正時代になると蔵に代わって西洋風の店舗が増えていったという歴史がある。好古壱番館も大正時代、詳細には1923年（大正12年）に建てられたもので、日本国の登録有形文化財である。
「好古壱番館（旧安達呉服店店舗）」という文化財としての名称通り、建築された当初は呉服店の店舗として利用されていた。木造2階建てで屋根裏部屋を持つ。屋根はマンサード屋根の銅板葺でペディメントにドーマーがある。なお、建築当初は銅板葺ではなく、スレート葺であった。屋根の下に軒蛇腹を付け、ドーマーの下には家紋を掲げている。
外壁はセメントの洗い出し仕上げであるが、柱型と1階正面部分のアーチは石張りにしている。1階部分は2階部分よりもせり出しており、せり出し部分の上はバルコニーになっている。2階の中央の窓にはペディメントが付いている。店舗の奥には4連の土蔵が連なっており、幕末から明治にかけて当地にあった綿糸店の蔵であったと考えられる。
内部は1階が店舗、2階が住居として利用されていた。2020年（令和2年）現在は、1階部分で蕎麦屋「小江戸そば 好古壱番館」が営業している。なお、蕎麦屋になる以前、1990年（平成2年）に栃木市商店会連合会青年会が「好古壱番館」の名称で、土産物店と飲食店を兼ねた店舗として利用しており、1992年（平成4年）度の栃木県マロニエ建築賞を受賞した。

## 蕎麦屋として

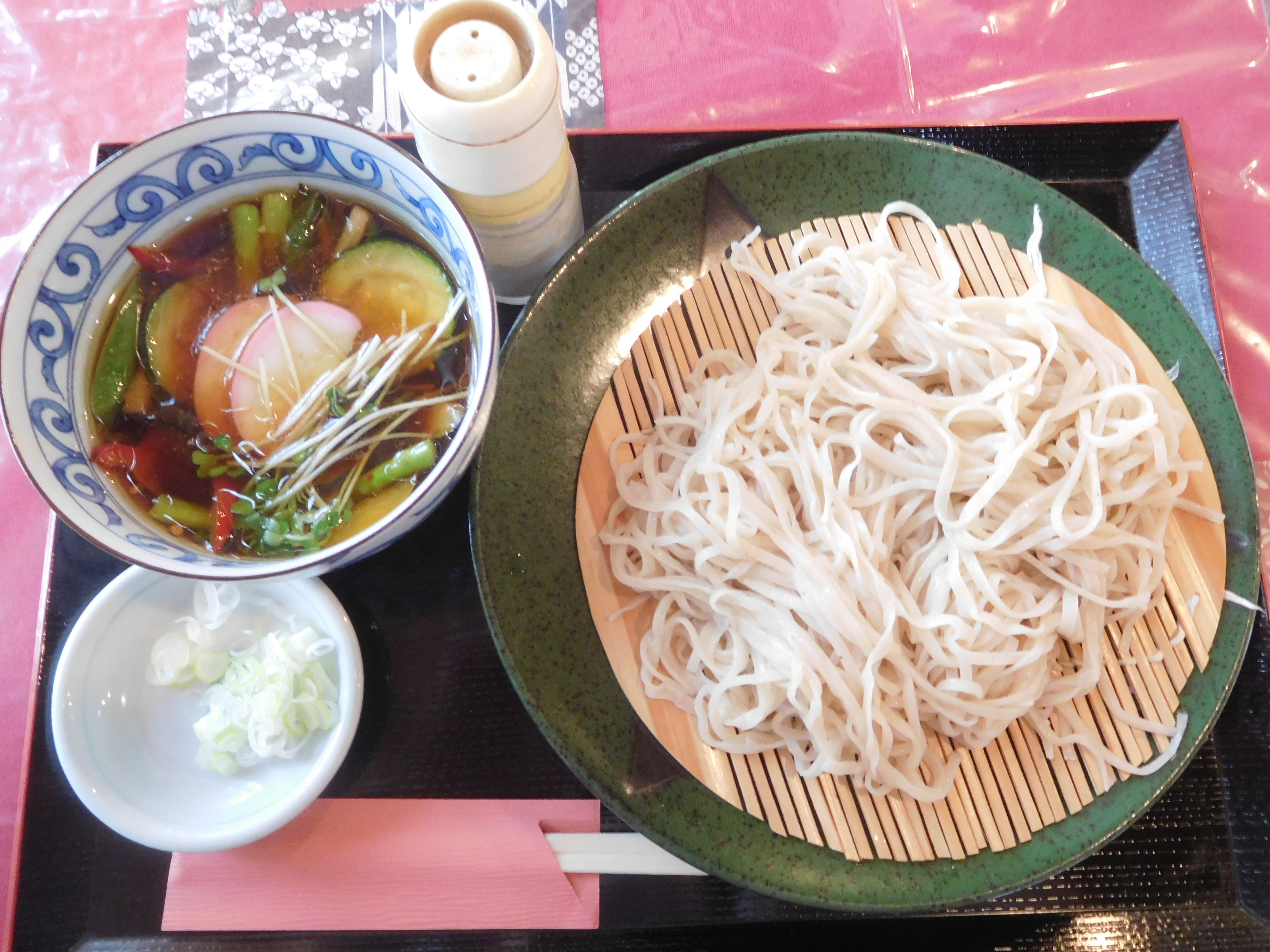
四季の旬菜手打ちそば（夏野菜そば）

小江戸そば 好古壱番館は、1997年（平成9年）4月3日に開店した飲食店である。外観から喫茶店と勘違いする人もいる。栃木市の商店経営者らが設立したまちづくり会社・株式会社メローが開業し、実際の店舗運営は、個人に委託された。その後、委託を受けた個人が正式に店主となり、2020年（令和2年）現在は夫婦で経営している。メローが運営主体であった頃は、洋食をメインとし、蕎麦も出すレストランであったが、2020年（令和2年）現在は1階部分で蕎麦屋として営業する。通常は昼食時のみの営業で、予約があれば夕食時も営業する。
「とちぎ江戸料理」の参加店であり、日本蕎麦を中心に、地元産食材を使ったセットメニュー、ごぼう餅、ご当地グルメ・じゃがいも入りやきそばも取り扱う。蕎麦は独自の蕎麦粉で手打ちし、特製のだし汁で供する。特に「四季の旬菜手打ちそば」が看板メニューで、春は山菜そば、夏は夏野菜そば、秋はキノコそばになる。

### じゃがいも入りやきそば
「じゃがいも入り 栃木焼そば」は、北海道産の男爵いもとオリジナルブレンドのソース、キャベツ、豚挽肉、紅しょうが、中沢製麺の2度蒸し麺を使ったシンプルな焼きそばである。経営者は、おいしく作るコツとして、ソースによく火を通すこと、水気が無くなるまで炒めること、と産経新聞の取材に答えている。じゃがいも入りやきそばの販売店として、『ちい散歩』（2009年、2011年）、『めざましどようび』（2009年）、『出没!アド街ック天国』（2018年）で紹介されている。また福島中央テレビのテレビドラマ『絶景探偵。』第9話に登場した。
なお、じゃがいも入りやきそばをご当地グルメとして町おこしに活用しようと提案したのは好古壱番館店主であり、じゃがいも入り栃木やきそばを広める会の会長も務める。店主はじゃがいも入りやきそばを一過性のブームに終わらせないように、B級グルメではなく「路地裏グルメ」と呼んでいる。